# Liste der Gemeinden im Bezirk Lienz

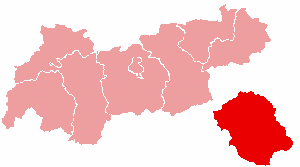
Der Bezirk Lienz im Land Tirol

Diese Liste der Gemeinden im Bezirk Lienz umfasst alle politischen Gemeinden des Tiroler Bezirks Lienz (Osttirol). Der Bezirk Lienz besteht aus insgesamt 33 Gemeinden, in denen 49.011 Einwohner (Stand aller Bevölkerungszahlen 1. Jänner 2025) ihren Hauptwohnsitz haben. Bezogen auf die Fläche des Bezirks mit 2.020,12 Quadratkilometern ergibt dies eine Bevölkerungsdichte von rund 24 Einwohnern pro Quadratkilometer.
Der Bezirk Lienz ist der größte Bezirk in Tirol und ist mit 33 Gemeinden der Bezirk mit der vierthöchsten Anzahl an Gemeinden in Tirol. Von den 33 Gemeinden verfügt nur die Bezirkshauptstadt Lienz über das Stadtrecht. Weiters existieren mit Matrei in Osttirol, Nußdorf-Debant und Sillian drei Marktgemeinden.
Die größte Gemeinde Osttirols gemessen an der Einwohnerzahl ist die Bezirkshauptstadt Lienz mit aktuell 12.107 Einwohnern. Einwohnerzahlmäßiges Gegenstück von Lienz ist die Gemeinde Untertilliach mit lediglich 213 Einwohnern.
Flächenmäßig größte Gemeinde ist Matrei in Osttirol mit einem Gemeindegebiet von 277,75 km², wobei Matrei die zweitgrößte Gemeinde Tirols ist. Die flächenkleinste Kommune des Bezirks ist die Gemeinde Gaimberg mit einem nur 7,28 km² großen Gemeindegebiet.

## Gemeinden im Bezirk Lienz
Die angegebenen Gemeindenamen sind jeweils die offiziellen, von den Gemeinden geführten Gemeindebezeichnungen, wie sie per Landesgesetz festgelegt wurden.
Sowohl die in dieser Liste aufgeführten Einwohnerzahlen als auch die daraus errechnete Bevölkerungsdichte (EW/km²) beziehen sich auf Angaben der Statistik Austria mit Stand 1. Jänner 2025. Es handelt sich hierbei jeweils ausschließlich um gemeldete Hauptwohnsitze. Ebenso wurden die Zahlen über die Gemeindeflächen den Angaben der Statistik Austria entnommen, als Quelle für die Katastralgemeinden diente das Geoinformationsservice des Landes Tirol.

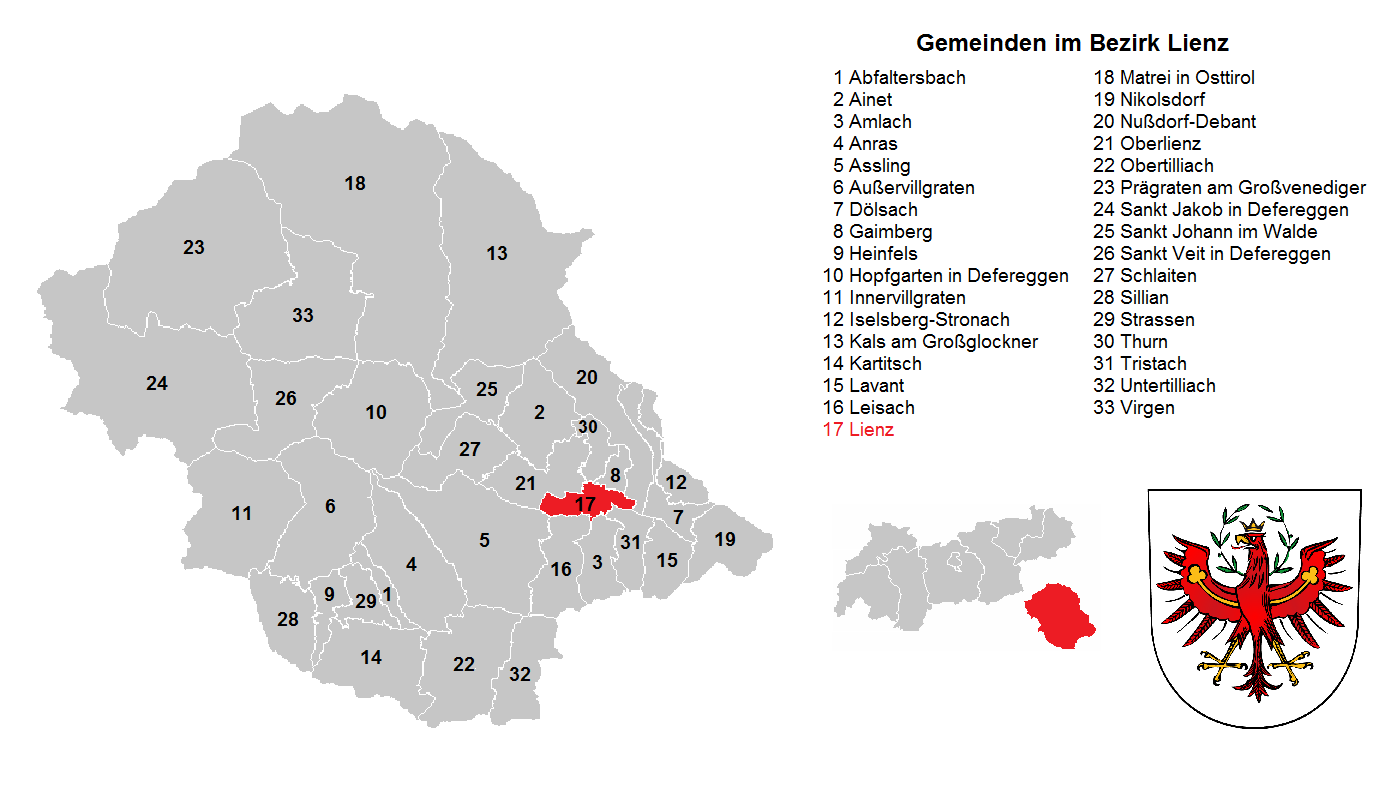

| Gemeindename               | Wappen | Region           | Höhe   | EWZ    | Fläche | EW/km² | Katastralgemeinden                                                                                          | Bild |
| -------------------------- | ------ | ---------------- | ------ | ------ | ------ | ------ | --- | ---- |
| Abfaltersbach              |        | Pustertal        | 983 m  | 646    | 10,28  | 63     | – Abfaltersbach                                                                                             |      |
| Ainet                      |        | Iseltal          | 747 m  | 914    | 40,44  | 23     | – Ainet – Alkus – Gwabl                                                                                     |      |
| Amlach                     |        | Pustertal        | 689 m  | 528    | 22,47  | 23     | – Amlach |      |
| Anras                      |        | Pustertal        | 1261 m | 1.210  | 62,08  | 19     | – Anras – Asch mit Winkl – Ried                                                                             |      |
| Assling                    |        | Pustertal        | 1128 m | 1.730  | 98,96  | 17     | – Bannberg – Burg-Vergein – Dörfl – Kosten – Oberassling – Penzendorf – Schrottendorf – Thal – Unterassling |      |
| Außervillgraten            |        | Villgratental    | 1287 m | 715    | 79,10  | 9      | – Außervillgraten                                                                                           |      |
| Dölsach                    |        | Lienzer Talboden | 731 m  | 2.319  | 24,15  | 96     | – Dölsach – Göriach – Görtschach-Gödnach – Stribach                                                         |      |
| Gaimberg                   |        | Lienzer Talboden | 758 m  | 865    | 7,28   | 119    | – Obergaimberg – Untergaimberg                                                                              |      |
| Heinfels                   |        | Pustertal        | 1078 m | 1.026  | 14,58  | 70     | – Panzendorf – Tessenberg                                                                                   |      |
| Hopfgarten in Defereggen   |        | Defereggental    | 1107 m | 661    | 73,17  | 9      | – Hopfgarten in Defereggen                                                                                  |      |
| Innervillgraten            |        | Villgratental    | 1402 m | 905    | 87,84  | 10     | – Innervillgraten                                                                                           |      |
| Iselsberg-Stronach         |        | Lienzer Talboden | 1117 m | 612    | 17,96  | 34     | – Iselsberg – Stronach                                                                                      |      |
| Kals am Großglockner       |        | Kalser Tal       | 1324 m | 1.111  | 180,57 | 6      | – Kals |      |
| Kartitsch                  |        | Pustertal        | 1353 m | 759    | 58,91  | 13     | – Hollbruck – Kartitsch                                                                                     |      |
| Lavant                     |        | Lienzer Talboden | 675 m  | 347    | 22,55  | 15     | – Lavant |      |
| Leisach                    |        | Pustertal        | 710 m  | 731    | 33,29  | 22     | – Burgfrieden – Leisach                                                                                     |      |
| Lienz                      |        | Lienzer Talboden | 673 m  | 12.107 | 15,94  | 760    | – Lienz – Patriasdorf                                                                                       |      |
| Matrei in Osttirol         |        | Iseltal          | 975 m  | 4.619  | 277,75 | 17     | – Matrei in Osttirol Land – Matrei in Osttirol Markt                                                        |      |
| Nikolsdorf                 |        | Lienzer Talboden | 675 m  | 865    | 33,60  | 26     | – Lengberg – Nikolsdorf – Nörsach                                                                           |      |
| Nußdorf-Debant             |        | Lienzer Talboden | 713 m  | 3.415  | 53,44  | 64     | – Obernussdorf – Unternussdorf                                                                              |      |
| Oberlienz                  |        | Lienzer Talboden | 756 m  | 1.485  | 33,82  | 44     | – Glanz – Oberdrum – Oberlienz                                                                              |      |
| Obertilliach               |        | Lesachtal        | 1450 m | 669    | 65,06  | 10     | – Obertilliach                                                                                              |      |
| Prägraten am Großvenediger |        | Virgental        | 1312 m | 1.134  | 180,34 | 6      | – Prägraten                                                                                                 |      |
| St. Jakob in Defereggen    |        | Defereggental    | 1389 m | 821    | 186,11 | 4      | – St. Jakob in Defereggen                                                                                   |      |
| St. Johann im Walde        |        | Iseltal          | 748 m  | 295    | 32,82  | 9      | – St. Johann im Walde                                                                                       |      |
| St. Veit in Defereggen     |        | Defereggental    | 1495 m | 616    | 61,49  | 10     | – St. Veit in Defereggen                                                                                    |      |
| Schlaiten                  |        | Iseltal          | 876 m  | 469    | 36,62  | 13     | – Schlaiten                                                                                                 |      |
| Sillian                    |        | Pustertal        | 1103 m | 2.028  | 36,26  | 56     | – Arnbach – Sillian – Sillianberg                                                                           |      |
| Strassen                   |        | Pustertal        | 851 m  | 809    | 17,04  | 47     | – Strassen                                                                                                  |      |
| Thurn                      |        | Lienzer Talboden | 855 m  | 646    | 12,27  | 53     | – Thurn |      |
| Tristach                   |        | Lienzer Talboden | 1388 m | 1.500  | 18,80  | 80     | – Tristach                                                                                                  |      |
| Untertilliach              |        | Lesachtal        | 1235 m | 213    | 36,34  | 6      | – Untertilliach                                                                                             |      |
| Virgen                     |        | Virgental        | 1194 m | 2.241  | 88,82  | 25     | – Virgen |      |

## Ehemalige Gemeinden des Bezirks Lienz
Im Bezirk Lienz kam es erstmals 1850/52 zu Gemeindezusammenlegungen, als zahlreiche Rotten im Pustertal zur Gemeinde Assling, Untergaimberg und Obergaimberg zur Gemeinde Gaimberg, sowie Stribach und Göriach zur Gemeinde Göriach-Stribach vereinigt wurden.
Einen massiven Einschnitt in die Verwaltungsstruktur des Bezirks Lienz bedeutete das Ende des Ersten Weltkriegs, in dessen Folge Osttirol durch den Friedensvertrag von St. Germain die Gemeinden Innichberg, Innichen, Sexten, Vierschach, Wahlen und Winnebach an Italien abtreten musste. In der Folge wurde der Gerichtsbezirk Sillian aufgelöst und die bei Osttirol verbliebenen Gemeinden dem Gerichtsbezirk Lienz zugeschlagen.
Zur umfangreichsten Änderung der Gemeindestruktur kam es durch die Machtübernahme der Nationalsozialisten, wobei 1939 zahlreiche Osttiroler Gemeinden zusammengelegt wurden. 40 bisher unabhängige Gemeinden wurden im Zuge dieser Umstrukturierung zu nur noch 15 Gemeinden zusammengelegt. Nach dem Ende des Zweiten Weltkriegs wurde diese Maßnahme teilweise wieder rückgängig gemacht. So erlangten Außervillgraten und Innervillgraten wieder ihre Unabhängigkeit, Schlaiten wurde aus Ainet ausgemeindet und auch Abfaltersbach und Tessenberg erhielten von Strassen wieder ihre Unabhängigkeit. Ebenso wurde Panzendorf aus Sillian ausgemeindet und die Gemeinde Grafendorf wieder aufgelöst, womit die Ortsteile Gaimberg und Thurn wieder ihre Selbständigkeit erlangten. Aus Döslach wurde wiederum die Gemeinde Iselsberg-Stronach herausgelöst. Ebenso wurden die Gemeinden Amlach und Lavant wieder selbständig, die ab 1939 zu Tristach gehört hatten.
Zur letzten Veränderung kam es 1974, als Tessenberg und Panzendorf zur Gemeinde Heinfels vereinigt wurden.
| Gemeindename             | Anmerkung                                                                                 |
| ------------------------ | ----------------------------------------------------------------------------------------- |
| Alkus                    | 1939 mit Ainet, Gwabl und Schlaiten zur Gemeinde Ainet vereinigt                          |
| Arnbach                  | 1939 mit Sillianberg zu Sillian eingemeindet                                              |
| Bannberg                 | 1939 nach Assling eingemeindet                                                            |
| Burgfrieden              | 1939 nach Leisach eingemeindet                                                            |
| Burg-Vergein             | ab 1850 Teil der Gemeinde Assling                                                         |
| Dörfl                    | ab 1850 Teil der Gemeinde Assling                                                         |
| Glanz                    | 1939 mit Oberdrum und Oberlienz zur Gemeinde Oberlienz vereinigt                          |
| Göriach                  | 1852 mit Stribach zur Gemeinde Göriach-Stribach vereinigt, ab 1939 Teil von Dölsach       |
| Göriach-Stribach         | 1939 mit Görtschach-Gödnach nach Dölsach eingemeindet                                     |
| Görtschach-Gödnach       | 1939 mit Göriach-Stribach nach Dölsach eingemeindet                                       |
| Grafendorf               | 1939 aus Gaimberg und Thurn gebildet. 1949 wieder aufgelöst                               |
| Gwabl                    | 1939 mit Ainet, Alkus und Schlaiten zur Gemeinde Ainet vereinigt                          |
| Hollbruck                | 1939 nach Kartitsch eingemeindet                                                          |
| Innichberg               | 1919 an Italien abgetreten, heute Teil der Gemeinde Innichen                              |
| Innichen                 | 1919 an Italien abgetreten                                                                |
| Iselsberg                | 1850 mit Stronach zur Gemeinde Iselsberg-Stronach vereinigt                               |
| Kosten                   | ab 1850 Teil der Gemeinde Assling                                                         |
| Lengberg                 | 1939 mit Nörsach und Nikolsdorf zur Gemeinde Nikolsdorf vereinigt                         |
| Matrei in Osttirol Land  | 1939 mit Matrei in Osttirol Markt zur Gemeinde Matrei in Osttirol vereinigt               |
| Matrei in Osttirol Markt | 1939 mit Matrei in Osttirol Land zur Gemeinde Matrei in Osttirol vereinigt                |
| Nörsach                  | 1939 mit Lengberg und Nikolsdorf zur Gemeinde Nikolsdorf vereinigt                        |
| Nußdorf in Osttirol      | 1969 in Nußdorf-Debant umbenannt                                                          |
| Oberassling              | ab 1850 Teil der Gemeinde Assling                                                         |
| Oberdrum                 | 1939 mit Glanz und Oberlienz zur Gemeinde Oberlienz vereinigt                             |
| Obergaimberg             | 1850 mit Untergaimberg zur Gemeinde Gaimberg vereinigt                                    |
| Obernußdorf              | 1939 mit Unternußdorf zur Gemeinde Nußdorf in Osttirol (ab 1969 Nußdorf-Debant) vereinigt |
| Panzendorf               | 1974 mit Tessenberg zu Heinfels vereinigt                                                 |
| Patriasdorf              | 1939 zu Lienz eingemeindet                                                                |
| Penzendorf               | ab 1850 Teil der Gemeinde Assling                                                         |
| Schrottendorf            | ab 1850 Teil der Gemeinde Assling                                                         |
| Sexten                   | 1919 an Italien abgetreten                                                                |
| Sillianberg              | 1939 mit Arnbach zu Sillian eingemeindet                                                  |
| St. Justina              | 1850 nach Assling eingemeindet                                                            |
| Stribach                 | 1852 mit Göriach zur Gemeinde Göriach-Stribach vereinigt, ab 1939 Teil von Dölsach        |
| Stronach                 | 1850 mit Iselsberg zur Gemeinde Iselsberg-Stronach vereinigt                              |
| Tessenberg               | 1974 mit Panzendorf zu Heinfels vereinigt                                                 |
| Thal                     | 1850 nach Assling eingemeindet                                                            |
| Unterassling             | ab 1850 Teil der Gemeinde Assling                                                         |
| Untergaimberg            | 1850 mit Obergaimberg zur Gemeinde Gaimberg vereinigt                                     |
| Unternußdorf             | 1939 mit Obernußdorf zur Gemeinde Nußdorf in Osttirol (ab 1969 Nußdorf-Debant) vereinigt  |
| Vierschach               | 1919 an Italien abgetreten, heute Teil der Gemeinde Innichen                              |
| Villgraten               | 1939 aus Außervillgraten und Innervillgraten gebildet, 1949 wieder aufgelöst              |
| Wahlen                   | 1919 an Italien abgetreten, heute Teil der Gemeinde Toblach                               |
| Winnebach                | 1919 an Italien abgetreten, heute Teil der Gemeinde Innichen                              |